# Dorothea Lambert Chambers
Dorothea Katherine Douglass Lambert Chambers (Ealing, Londres, Inglaterra, 3 de septiembre de 1878-Kensington, 7 de enero de 1960) fue una tenista inglesa.
Douglass jugó por primera vez al tenis en 1900 en Church Road. Ganó el campeonato en un total de siete ocasiones (1903–04, 1906, 1910–11, 1913–14) y jugó en 11 ocasiones en la final del torneo. Douglass ostenta el récord de edad en una final femenina con 41 años.
La era de Dorothea Douglass terminó en 1919 cuando perdió, ya con 40 años, la final de Wimbledon contra la joven Suzanne Lenglen en un emocionante partido por 10:8, 4:6 y 7:9. Douglass llegó a contar con un punto de partido en el tercer set con un marcador de 6:5, punto que no consiguió ganar. Los 44 juegos que necesitó Lenglen para ganar supusieron la final más larga hasta que en los años 1970 Margaret Smith Court venciera a Billie Jean King por 14:12 y 11:9, la final más larga de la historia.
En 1920 volvió a Wimbledon y alcanzó la final, que perdió. Entonces declaró su retirada definitiva de la competición individual.

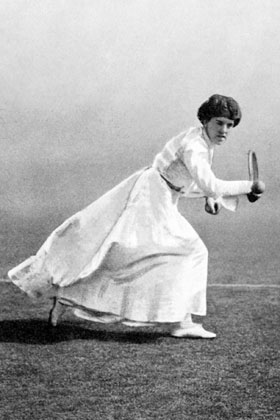
Dorothea Douglass en 1903.

Hasta 1927 jugó en la competición de dobles. Entre 1924 y 1926 Douglass fue capitán del equipo británico de Wightman Cup. A partir de 1928 trabajó como entrenadora. Dorothea Douglass también destacó como jugadora de bádminton.
Dorothy Douglass falleció en 1960 en su residencia del barrio londinense de Kensington.
En 1981 se le incluyó en el Hall of Fame del tenis internacional.
| Éxitos en el Campeonato de Wimbledon | Éxitos en el Campeonato de Wimbledon     |
| ------------------------------------ | ---------------------------------------- |
| Vencedora individual femenino        | 1903, 1904, 1906, 1910, 1911, 1913, 1914 |
| Finalista individual                 | 1905, 1907, 1919, 1920                   |
| Finalista dobles                     | 1913, 1919, 1920                         |
| Finalista mixtos                     | 1919                                     |